# Kanak Sprak – 24 Mißtöne vom Rande der Gesellschaft
Kanak Sprak – 24 Mißtöne vom Rande der Gesellschaft ist der Titel eines Buches, mit dem sein Autor Feridun Zaimoglu zunächst als „Untergrundautor“ und „Bürgerschreck der deutschen Literaturszene“ wahrgenommen wurde, bevor er 2003 beim Ingeborg-Bachmann-Wettbewerb mit dem Preis der Jury für seine deutschsprachige Erzählung Häute auch als ernsthafter Schriftsteller deutscher Sprache anerkannt wurde. Kanak Sprak erschien erstmals 1995 im Rotbuch Verlag.

## Zum Titel
Der Titel des Buches beschreibt heute ein verballhorntes Deutsch, mit einer vereinfachten Grammatik, Lautverschiebungen und vielen türkischen und englischen Einsprengseln, war allerdings vom Autor keinesfalls so intendiert. Zaimoglu betont, dass die in seinem Buch beschriebenen „Kanaken“ nicht mit Sprösslingen aus bürgerlichen Kreisen verwechselt werden dürfen, die Four-letter-words kultivierten und mit der Bierdose in der Hand vor dem Kaufhaus anzuecken versuchten.
Der Neologismus stammt von der Bezeichnung Kanaken. Deutsche belegten Einwanderer und ehemalige Gastarbeiter, insbesondere türkischer und arabischer Abstammung, mit dieser abschätzig-rassistisch gemeinten Bezeichnung. Durch den bewussten Umgang mit dem Begriff bekennen sich junge Türken offensiv zu ihrer Rolle als gesellschaftliche Außenseiter: Die Schmähungen „Kanaken“ und „Türkendeutsch“ werden im Sinne eines Geusenwortes ins Positive gewendet: in ein Kennzeichen der Zugehörigkeit zu einer selbstbewusst-aggressiv auftretenden „Kultur zwischen den Kulturen“.
Rolf-Bernhard Essig unterstützte die These, als er 2007 darauf hinwies, dass die von Zaimoglu entwickelte Kunstsprache sowohl „alttestamentarischen als auch türkisch-archaischen Fluchreden“ einiges zu verdanken habe.

## Inhalt
„Wie lebt es sich als Kanake in Deutschland?“ ist die Grundfrage der halbfiktiven Interviews, die der Autor für sein Buch „geführt“ haben will. Letztlich liefert Zaimoglu aber durch die zu 24 Monologen verdichteten Gespräche mit Titeln wie „Den Fremdländer kannst du nimmer aus der Fresse wischen“ und „Deutsches Land is ne salzige Puffmutti“ eindringliche Porträts von Menschen mit Migrationshintergrund „am Rande der Gesellschaft“. In den von dem Autor so bezeichneten „Mißtönen“ dieser Porträtierten findet sich ätzende Kritik an bundesdeutschen Zuständen und am Umgang des Staates und seiner Bevölkerung mit der Einwanderergesellschaft. Dabei liefert das Band auch sprachlich einiges Neues. Akay, 29, vom Flohmarkt, legt der Autor beispielsweise in den Mund:

„Klar hab ich was anzubieten, was feines noch dazu, aber nicht, wie der dumme rest, schimmelmarok oder roten libanesen oder was auch immer die verscherbeln, wenn’s um’s abzocken geht, muß ja jeder sehen, wo er bleibt, illegal is nur auf die länge ‘n bißchen knechtmaloche, und wenn der gendarm dir auf den fersen ist, bist du pur zombie, weil du ja krumm bist und immer schön an der wand klebst, bevor der handel in die gänge kommt, und’s geschäft blüht und rankt bis zum großen bang. Die cashen dich, so sicher wie’n amen ist das, da kannst du die eier verwetten, daß du dich mit deiner scheiße ins olle aus kickst. Also, ich für meinen teil hab mir die show angekiekt und mir gesagt: zu heiß, joker, das bist du nicht, da mach man schön artig ‘n bogen drum. Die männeken haben zwar gold, wo der blick auch hinfällt, und haben’s nie so recht nötig, die olle zeche zu prellen, da die mit’m ganzen bündel zur hand sind, aber, siehst du, da ist alles wie inzucht, oder wenn einer kies macht mit ‘n paar stuten im stall, die er denn für sich laufen hat, aber, mann, ich biet meine eigene kraft an, die der allmächtige mich mit der muttermilch schlabbern ließ, und die kraft, mann, ist ne ureigne bravour: vom meister nimmt das greenhorn erst mal das olle handwerk, der muß doch erst mal drauf kommen, daß meinetwegen s’holz so ne struktur hat, also ne eigne prägung mitgeliefert bekam, als es noch nicht mal ‘n toter wurzelknoten war, da tief im erdgeschoß ohne ne spur licht am räkeln war, und die erdkrumen zogen an seinen winkeln und zipfeln, und da ging ihm auf, was so drin ist an ureigenster herrlichkeit, also hat dieser fliegenschiß sich gesagt: ich nehm mein kapital und mach ne fette investition.“

Zaimoglus Figuren können – zumindest dem Autor zufolge – als Vorboten eines beginnenden grundsätzlichen gesellschaftlichen Wandels gesehen werden: „Analog zur Black-consciousness-Bewegung in den USA werden sich die einzelnen Kanak-Subidentitäten zunehmend übergreifender Zusammenhänge und Inhalte bewusst. […] Innerhalb der Mainstreamkultur entstehen die ersten rohen Entwürfe für eine ethnizistische Struktur in Deutschland.“ Denn „die Kanaken suchen keine kulturelle Verankerung. Sie möchten sich weder im Supermarkt der Identitäten bedienen, noch in einer egalitären Herde […] untergehen. Sie haben eine eigene innere Prägung und ganz klare Vorstellungen von Selbstverwirklichung.“

## Wirkung

### Bühnenadaptionen
Mehrere Theater wurden auf die dramatische Kraft der Monologe Zaimoglus aufmerksam und brachten die Monologe aus Kanak Sprak – meist in Verbindung mit Monologen junger Türkinnen aus dem Nachfolgeband Koppstoff auf die Bühne; zuerst Kampnagel in Hamburg und das Junge Theater Bremen. 2005 verfasste Zaimoglu mit seinem Ko-Autor Günter Senkel das Monolog-Stück Schwarze Jungfrauen, das wiederum aus literarisch zu Monologen verdichteten Interviews besteht – diesmal mit jungen Frauen in Deutschland, die zum Islam übergetreten sind. Auch dieses Stück wurde vom NDR als Hörspiel bearbeitet und gesendet.

### Hörspiel
Das Deutschlandradio und der Süddeutsche Rundfunk produzierten 1997 das vom Autor dramaturgisch bearbeitete Erfolgsbuch als Originalhörspiel mit dem Titel Kanak Sprak. Hieran wirkten als Sprecher unter anderem Ali Aksoy, Ole Peter Jeß, Aykut Kayacik, Mürtüz Yolcu und Feridun Zaimoglu selbst mit. Regie bei dem Stück, das in der Art einer Radiodokumentation inszeniert wurde, führte Götz Naleppa. Teilweise wurde das Stück von den Hörern auch im Glauben, es handele sich um eine O-Ton-Collage, rezipiert.
Das Hörspiel ist auch als Tonträger erhältlich.

### Sonstiges
Der multimediale Erfolg des Buches führte dazu, dass der Buchtitel zum geflügelten Wort wurde und heute bisweilen sogar als eine Art Fachbegriff für einen bestimmten migrantischen Soziolekt verwendet wird, der eine Mischung aus antiquiertem Türkisch, deutsch-englischer Umgangssprache und „dem meist exzessiven Gebrauch von obszönen Redewendungen mit einem hohen Anteil an Fäkalausdrücken“ ausmacht (siehe auch: Migrantendeutsch). Ein Nachfolgeband von Kanak Sprak ist das Buch Koppstoff, das auch in der Türkei erschien.
Das Buch inspirierte weiterhin die Gruppe Kanak Attak.

## Einzelbelege
1. ↑  Zum Begriff „alttestamentarisch“ vgl. Georg Freuling: alttestamentarisch / alttestamentlich. In: Michaela Bauks, Klaus Koenen, Stefan Alkier (Hrsg.): Das wissenschaftliche Bibellexikon im Internet (WiBiLex), Stuttgart, 2006 ff., abgerufen am 12. September 2015..
2. ↑  Rolf-Bernhard Essig: Amerypreis 2007: Laudatio für Zaimoglu. (Memento vom 22. August 2007 im Internet Archive) Website des Verbandes Deutscher Schriftsteller in Bayern
3. ↑  Oliver Lubrich: Feridun Zaimoglu – Samuel Fischer-Gastprofessor im Sommersemester 2004. (Memento vom 13. Oktober 2008 im Internet Archive) Artikel auf der Website der Freien Universität Berlin, 4. August 2004.